# Socialistická labouristická strana
Socialistická labouristická strana, anglicky Socialist Labour Party, je britská socialistická politická strana, kterou založili v roce 1996 bývalí členové Labouristické strany, kteří nesouhlasili s jejím odklonem od socialismu, s rozvolněním vztahu s odbory a jejím příklonem k sociálně-liberální Třetí cestě. V čele strany stojí Arthur Scargill, bývalý vůdce hornických odborů (National Union of Mineworkers), který se proslavil radikálním vystupováním během stávek v osmdesátých letech.
Socialističtí labouristé vystupují euroskepticky, podporují sjednocení Irska a staví se za vytvoření republiky.